# Philopota flavolateralis
Philopota flavolateralis är en tvåvingeart som beskrevs av Enrico Adelelmo Brunetti 1926. Philopota flavolateralis ingår i släktet Philopota och familjen kulflugor. Inga underarter finns listade i Catalogue of Life.